# 墨玉站
墨玉站（维吾尔语：قاراقاش بېكىتى，拉丁维文：Qaraqash bëkiti），位于中华人民共和国新疆维吾尔自治区和田地区墨玉县，是喀和铁路上的火车站，2011年6月20日启用，现由乌鲁木齐铁路局喀什车务段管辖。

## 歷史
- 建于2010年。

## 外部連結
- 中国铁路客户服务中心 （页面存档备份，存于）